# Cerrejón

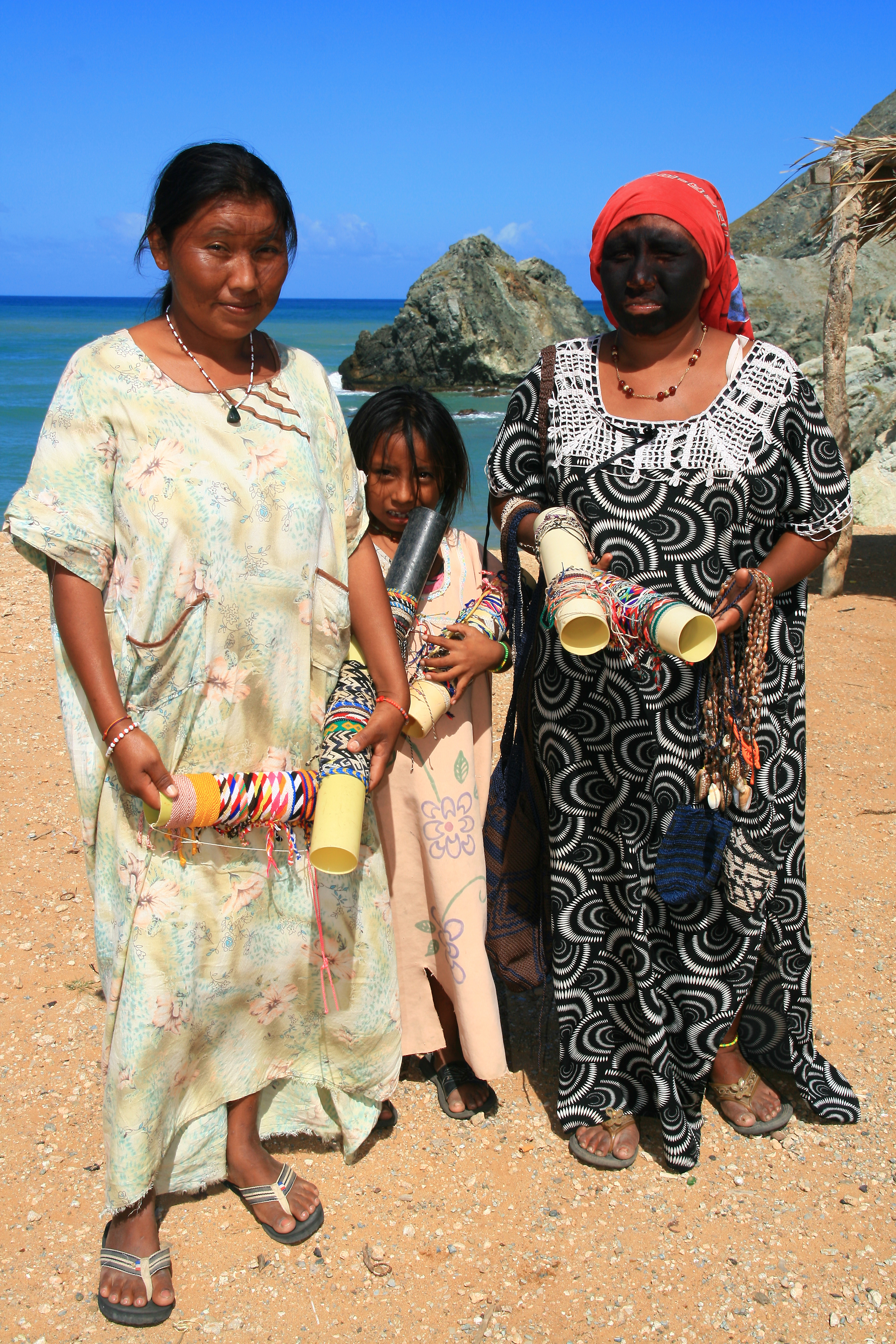
Artesanas de la etnia Wayú de La Guajira.

Cerrejón se refiere principalmente a un yacimiento o mina de carbón en el Departamento de La Guajira, Colombia, conocido como el Cerrejón o El Cerrejón.
La mina de carbón del Cerrejón, está ubicada en la cuenca del río Ranchería, al sureste del Departamento de La Guajira, al este de la Sierra Nevada de Santa Marta y al oeste de la Serranía del Perijá, en la línea con la frontera con Venezuela. Las características de la mina permiten una extracción a cielo abierto, y es una de las minas más grandes a cielo abierto del mundo y la más grande de Latinoamérica. El yacimiento carbonífero se divide en tres zonas principales, correspondientes a Cerrejón Zona Norte, Cerrejón Zona Central y Cerrejón Zona Sur. La mina se extiende sobre unas 69.000 hectáreas.
La minería del carbón en el Cerrejón, es una operación integrada de minería, transporte férreo y embarque de carbón en La Guajira, departamento ubicado en el extremo noreste de Colombia. Abarca una mina a tajo abierto de carbón térmico que produce más de 32 millones de toneladas al año, con un ferrocarril de 150 km de largo, cuenta con 562 vagones cada uno de 90-110 toneladas, que la comunica a un puerto marítimo de cargue directo capaz de recibir buques de hasta 180.000 toneladas de capacidad, entre otros.
Sin embargo, la minería tiene muchas consecuencias para el medio ambiente y las comunidades locales. La comunidad de 1.200 familias afrocolombianas de Tabaco, en el municipio de Hatonuevo, fue expulsada de sus tierras a principios de la década de 2000 para dar paso a un proyecto de expansión minera. La empresa minera empezó por desecar el río Tabaco aguas arriba, hormigonando y desviando los cursos de agua subterráneos que lo alimentaban. La comunidad resistió todo lo que pudo, pero la llegada de hombres armados - "paramilitares a sueldo de la empresa minera", según ella - acabó provocando la evacuación violenta de la zona.  En 2014, y de nuevo tres años después, los tribunales colombianos ordenaron a la mina el pago de indemnizaciones y el realojo de la comunidad en tierras productivas, pero diez años después las indemnizaciones siguen sin pagarse, y el municipio de Hatonuevo, responsable de la construcción del nuevo pueblo de Tabaco, no ha comenzado las obras.
En 2021, Glencore adquirió la propiedad total de la empresa Carbones del Cerrejón Limited por un valor de 588 milloones de dólares y cuya concesión expira en 2036.

## Historia
Existen controversias sobre el descubridor de la mina del Cerrejón, y se barajan algunos nombres; el ingeniero civil norteamericano John May, contratado por el Gobierno Nacional, que realizó la exploración en 1864; el escritor Jorge Isaacs, y el señor Juan Gómez Osío, oriundo de La Guajira. En el siglo XIX se dio una pequeña explotación artesanal.
El primer embarque de carbón de la mina del Cerrejón, se realizó en diciembre de 1984, a través de Puerto Zúñiga, ubicado contiguo al aeropuerto Simón Bolívar de la ciudad de Santa Marta, en un muelle propiedad de la compañía Prodeco S. A. (Productos de Colombia S. A.), compañía de capital colombiano en ese entonces. El mineral fue llevado hasta Puerto Zúñiga en camiones de unas 35 toneladas de capacidad. Fue el ingreso de Colombia al grupo de países exportadores de carbón.

### Cerrejón Zona Norte
Como una parte importante de la historia de la mina del Cerrejón, se menciona la "extinta" empresa Intercor (International Colombia Resources Corporation Intercor), gestora, de lo que en su momento se conoció como "El Proyecto Carbonífero del Cerrejón Zona Norte".
En diciembre de 1976 se firmó el Contrato entre Carbocol S. A. (Carbones de Colombia S. A.), empresa del Estado colombiano, e Intercor (International Colombia Resources Corporation Intercor), filial de la Exxon en ese entonces (hoy ExxonMobil), para el desarrollo de la zona norte del Cerrejón. Este contrato contempló tres etapas: exploración (1977-1980), construcción (1981-1986) y producción (1986-2009).
Etapa de exploración. El primer campamento que se construyó en el Cerrejón Zona Norte,  fue el pionero de Tabaco en el año 1977. En 1980 se terminó la evaluación geológica y los estudios para determinar el programa de montaje de las instalaciones de la Mina.
Etapa de construcción. La construcción del proyecto carbonífero del Cerrejón Zona Norte, fue realizado por parte de la multinacional Morrison–Knudsen (MK), quien obró en nombre de la Asociación Carbocol - Intercor para construir el complejo carbonífero, tanto en La Mina como en Puerto Bolívar.
Etapa de producción. En el año 1985, se inició la operación llamada Early Coal, exportación anticipada de carbón, con unas instalaciones temporales en La Mina y un muelle flotante temporal instalado en Bahía Portete en Puerto Bolívar; en ese mismo año se completa la primera exportación de un millón de toneladas.
- En enero de 1999, el Estado colombiano acordó con Intercor extender la concesión por 25 años más, hasta 2034; dado que la concesión contratada inicialmente contemplaba hasta 2009.
- En noviembre de 2000, el Gobierno de Colombia vendió la participación de Carbocol S. A. (50%) en el Contrato de Asociación El Cerrejón Zona Norte, al consorcio integrado por compañías subsidiarias de BHP Billiton, Anglo American y Glencore International AG. Posteriormente, Glencore vendió su participación a Xstrata.
- En febrero de 2002, este consorcio compró a Intercor (perteneciente a ExxonMobil) el 50% restante, convirtiéndose así en el único con concesión en el Cerrejón Zona Norte.
- En noviembre de 2002 se formalizó la unión de lo comprado a Intercor, en la empresa Carbones del Cerrejón S. A., que pasó a ser la dueña de las antiguas instalaciones de Intercor (filial ExxonMobil) y cambió su nombre a Carbones del Cerrejón Limited, Cerrejón.

### Cerrejón Zona Central
En esta zona hay dos áreas contratadas:
- El Depósito Central (comunidad de El Cerrejón), el cual ha estado en producción desde 1981 mediante contratos con diferentes empresas (Consorcio Domi Prodeco Auxini, Carbones del Caribe y otras); hasta que en 1995, Glencore adquiere a Prodeco S. A., creando Carbones del Cerrejón S. A. y luego en 1997, Anglo American se vincula al negocio. En 2000, BHP Billiton se convierte en el tercer asociado.
- El Depósito Oreganal (estatal) fue contratado inicialmente entre Carbones del Caribe y el Estado colombiano y luego, en 1995, con Oreganal S. A., que a su vez en 1999, cedió su participación a Carbones del Cerrejón S. A.

### Área de Patilla
En 2001 esta área fue adjudicada, mediante concurso público, al consorcio integrado por Carbones del Cerrejón S. A. y Cerrejón Zona Norte S.A., las cuales pertenecen actualmente a compañías subsidiarias de BHP Billiton, Anglo American y Xstrata.

### Cerrejón Zona Sur
En 1997, a través de licitación, le fue adjudicado el contrato de exploración y explotación de esta zona, al consorcio integrado hoy por compañías subsidiarias de BHP Billiton, Anglo American y Xstrata.

## Operación, instalaciones y operador

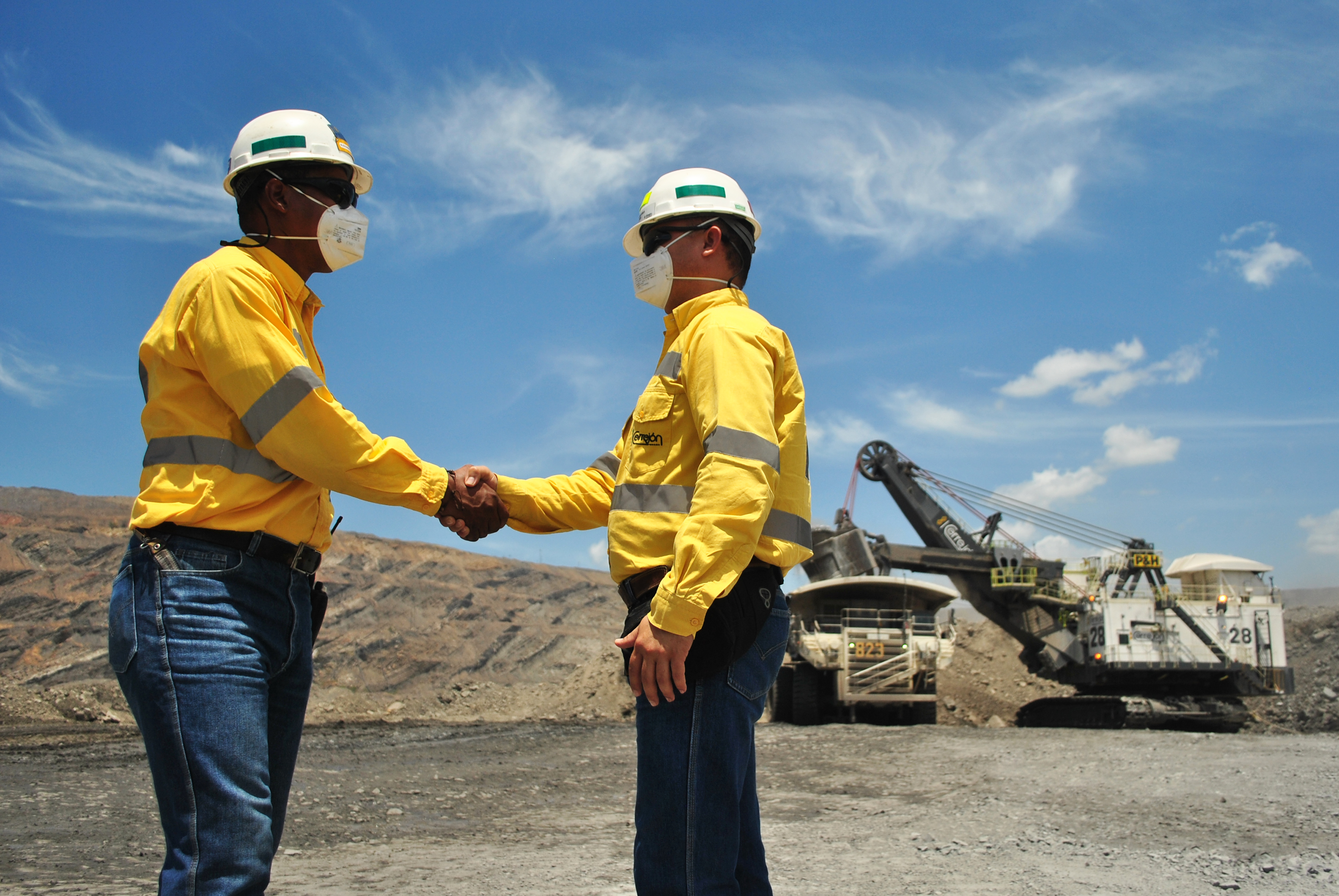
Carbones del Cerrejón es una empresa conjunta, de gestión independiente, perteneciente en tres partes iguales a BHP Billiton, Anglo American y Glencore.

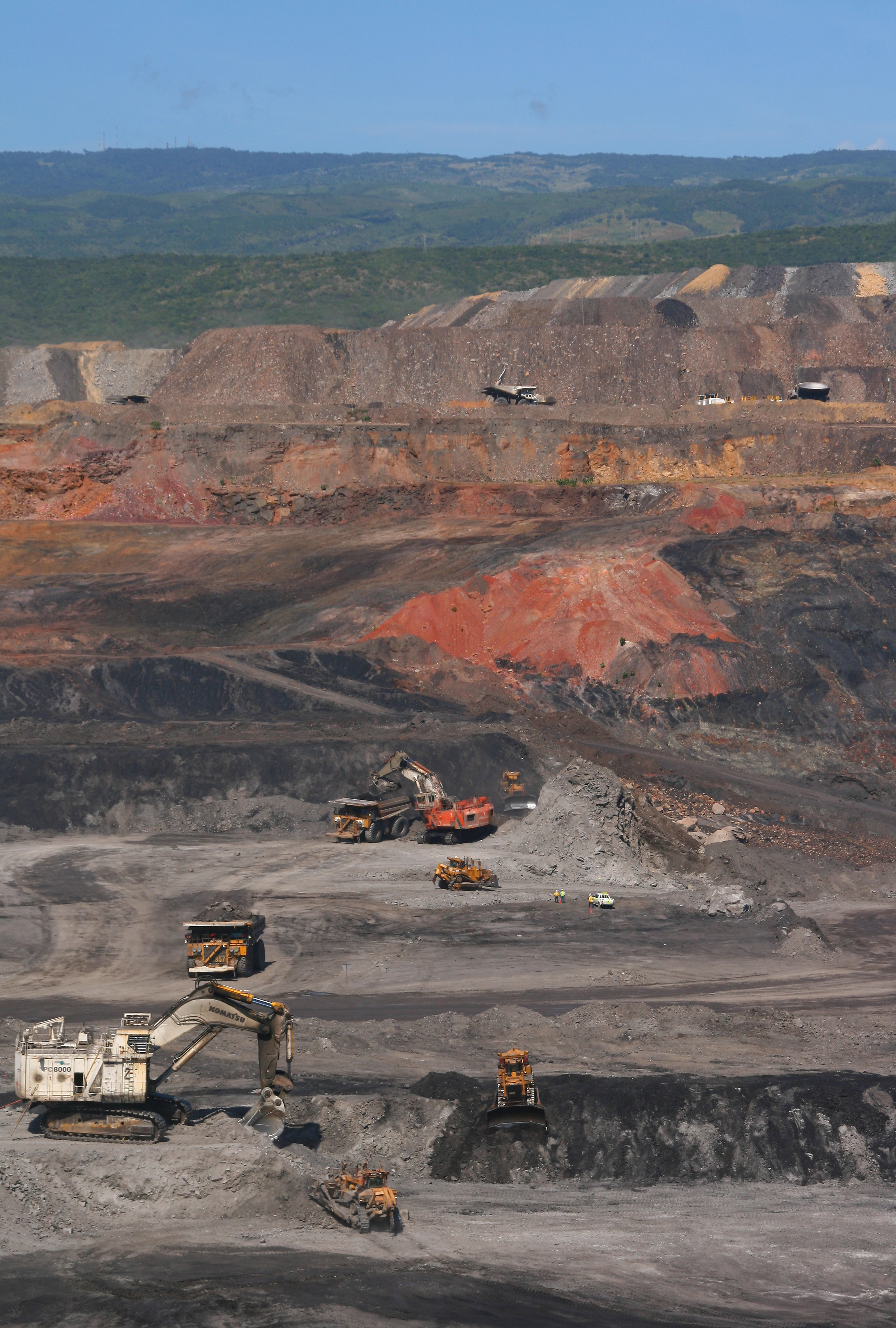
Mina a cielo abierto del Cerrejón.

Carbones del Cerrejón es una entidad compuesta por multinacionales, extractora y exportadora de carbón térmico que opera en La Guajira, Colombia. Su explotación de 32 millones de toneladas anuales se realiza en un complejo minero carbonífero a cielo abierto ubicado en el valle del río Ranchería justamente al sur de la falla de los Montes de Oca (Guajira) - Ancon (Falla Oca - Ancon), con una vía férrea de 150 kilómetros de longitud y Puerto Bolívar, un terminal marítimo de embarque, que recibe buques de hasta 180.000 toneladas de carga. El valor agregado de esta minera reside en su operación integrada (mina-vía férrea-puerto) única en Colombia, lo que garantiza mayor eficiencia productiva y menor impacto sobre el medio ambiente.
- La Mina está ubicada entre los municipios de Albania, Barrancas y Hatonuevo, y posee recursos estimados en 5.244,2 millones de toneladas de carbón.
- Cuenta con unos talleres de mantenimiento de un área superior a 26 000 metros cuadrados, donde se realiza el control y la reparación a los equipos mineros (preventivo, programado y por condición).
- Cada ferrocarril puede trasladar 109 vagones, cada uno con capacidad nominal para transportar entre 96 y 110 toneladas de carbón.
- Puerto Bolívar es el terminal carbonífero de Carbones del Cerrejón. Desde 1985, cuenta con un sistema de cargue directo. Tiene un canal navegable de 19 metros de profundidad, 225 metros de ancho y cuatro kilómetros de largo. Es considerado uno de los puertos marítimos de carbón más grandes de Suramérica, con tecnología limpia.
- El puerto cuenta, además, con un muelle de suministros para recibir barcos, hasta de 70.000 toneladas, con maquinaria, repuestos, combustibles y otros materiales para la operación minera.

Flota minera

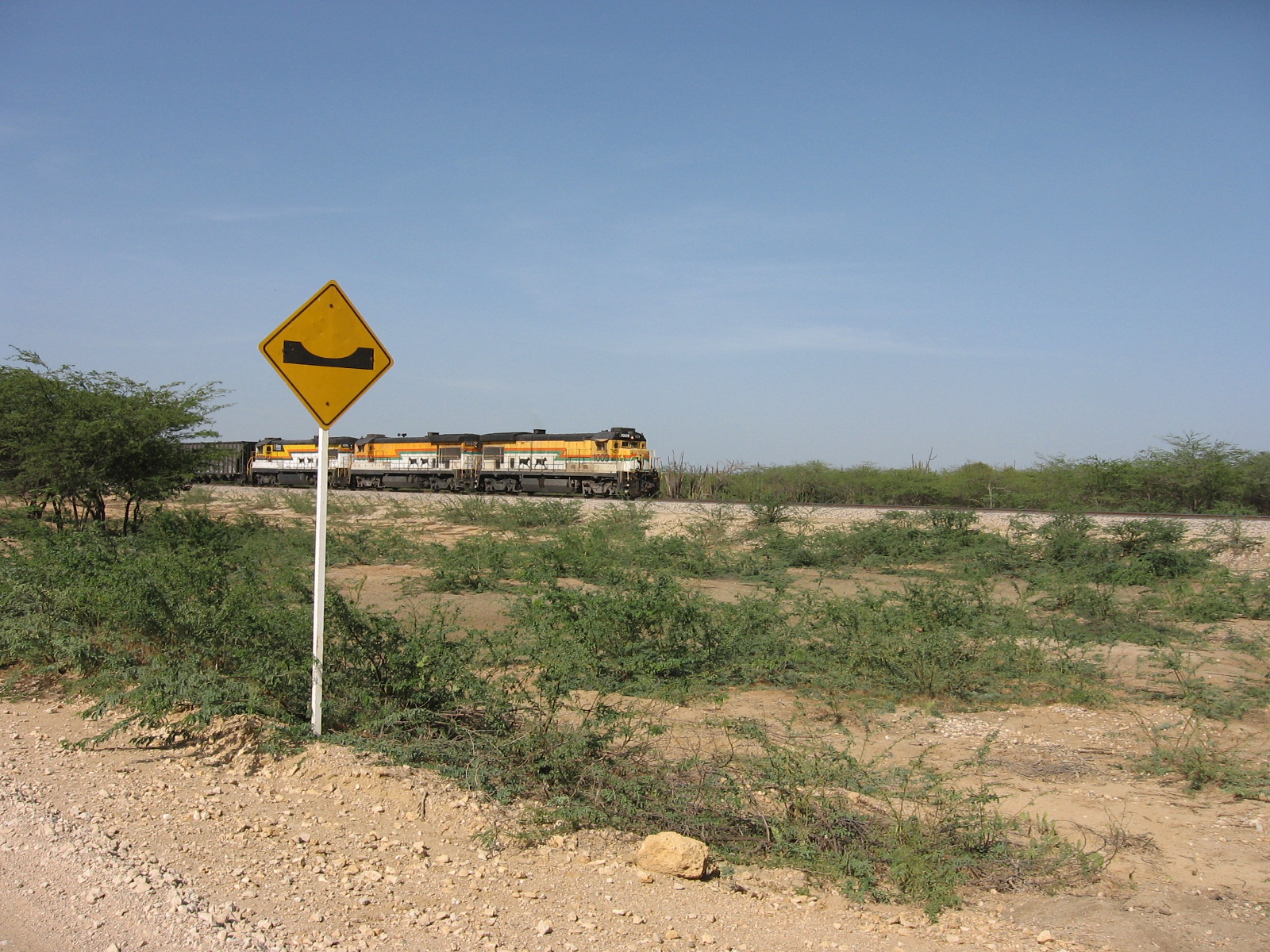
Tren de carga del Complejo Carbonífero del Cerrejón. Este conduce la carga hasta Puerto Bolívar para su embarque.

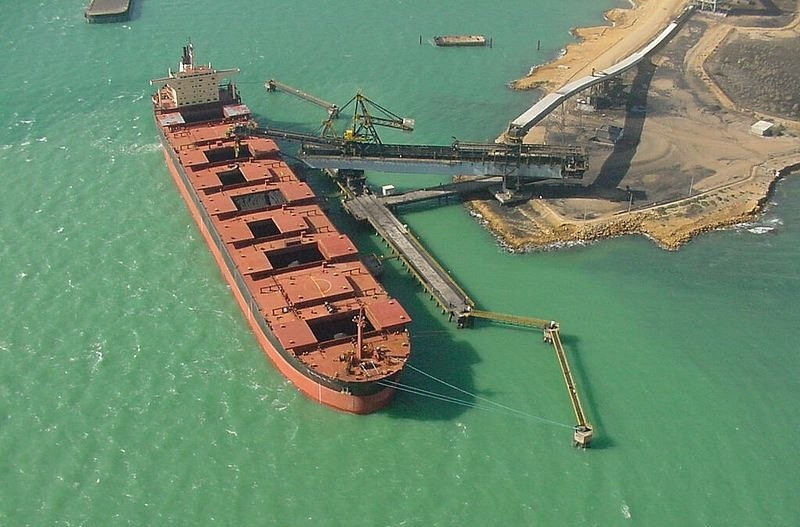
Puerto Bolívar, es principal puerto de exportación de carbón de Colombia y de América del Sur.

Carbones del Cerrejón cuenta con una flota minera compuesta por 493 equipos entre los que se destacan: 258 camiones mineros de 190, 240 y 320 toneladas de capacidad, 50 palas y 185 equipos auxiliares.
- Un camión de 320 toneladas puede cargar el equivalente a lo que transportarían aproximadamente 10 tractomulas. Una tractomula en Colombia moviliza en promedio entre 30 y 35 toneladas.
- Una pala P&H2800XPC tiene una capacidad de carga equivalente al peso de 40 automóviles, es decir 63,5 toneladas, aproximadamente.
- Una pala PC8000 soporta el peso equivalente de 50 automóviles (75,3 toneladas aproximadamente).

Ferrocarril
- Carbones del Cerrejón usa una vía férrea de trocha estándar
- Esta vía tiene 150 km de longitud que conectan a La Mina con Puerto Bolívar

Puerto Bolívar
- Infraestructura portuaria de exportación de carbón más grande de Latinoamérica
- Bandas transportadoras cubiertas y sistema de cargue directo desde 1985
- Recibe buques de hasta 180.000 toneladas

Aeropuertos
- 3.300 m de pista disponible. LMN: 1.700 metros. PBV: 1.600 metros.
- Área de vuelo restringida

Carretera LMN – PBV
- Vía de 150 km para soporte a la operación y de acceso para la población de La Guajira desde 1982. Une al sur con el norte del departamento.

Unidad Residencial Mushaisa
- Completa infraestructura de vivienda, locales comerciales y servicios que dan cobertura a residentes
- Colegio Albania

Cifras
- Entre 1985 y el año 2011, la mina de carbón del Cerrejón, produjo 508,8 millones de toneladas, y generó US$2006 millones en regalías. Por este rubro, en el 2011, le giró a la Nación y a La Guajira US$ 336,6 millones.
- Al término del 2011, Carbones del Cerrejón alcanzó una cifra histórica de producción, exportando 32,03 millones de toneladas a los siguientes destinos: Europa (58 %), Mediterráneo y Asia (21 %), Centroamérica y Suramérica (12 %) y Norteamérica (9 %).
- Estas ventas externas representan el 40 % del carbón que ubica Colombia en otros mercados, y el 4,6 % del comercio global del mineral.
- La fuerza laboral directa de Carbones del Cerrejón es de 5.373 empleados directos (62% de La Guajira, 28 % de otros lugares de la Costa Caribe y 10 % del resto del país).
- Adicionalmente, cuenta con el soporte de 4.497 trabajadores indirectos, a través de empresas contratistas de la operación.

## Proceso de extracción
El proceso de extracción empieza con la identificación y relocalización de la fauna del área a intervenir. Luego, se realiza la limpieza y retiro de la capa vegetal que es almacenada en bancos de suelo para la futura rehabilitación de las tierras intervenidas por la operación minera. Posteriormente, los taladros hacen perforaciones para introducir el explosivo con el que se efectúa la voladura, permitiendo que las palas remuevan el material estéril. Este es cargado en camiones de 320 y 240  toneladas de capacidad y depositado en los botaderos.
- Una vez los mantos de carbón quedan a la vista, los tractores apilan el material y este es cargado en camiones de 190 toneladas de capacidad.
- El carbón es transportado hacia una de las dos plantas trituradoras a las diferentes pilas de almacenamiento, dependiendo de su calidad o poder calorífico.
- La planta recibe el carbón, lo tritura y por medio de una banda transportadora, lo lleva hacia la parte superior de los silos para luego cargar los vagones del ferrocarril.
- Así, el tren emprende su recorrido de 150 kilómetros hacia Puerto Bolívar.
- En la estación de descarga del puerto, el ferrocarril deposita el carbón, y las bandas transportadoras se encargan de llevarlo hasta los tres apiladores recolectores, que lo descargan en las pilas de almacenamiento, para luego recuperarlo y enviarlo hacia el cargador lineal de los barcos (aunque también puede utilizar el sistema de paso directo) en el muelle carbonífero, que lo transporta a las bodegas de los buques carboneros, que zarpan hacia diversos países del mundo. Desde 2014 el área del puerto cuenta con un nuevo y segundo muelle carbonífero, con el fin de incrementar la capacidad exportadora de carbón.

## Importancia
Colombia es uno de los países mayores exportadores de carbón, este carbón procede de las minas del Cerrejón, de La Loma, de Calenturitas, de La Jagua, entre otras. La exportación de carbón durante el año 2008 en el mundo, fue así, Australia: 278 Mt, Indonesia: 228,2 Mt, Rusia: 115,4 Mt, EE. UU.: 83,5 Mt, Colombia: 81,5 Mt, China: 68,8 Mt, Sudáfrica: 68,2 Mt, Canadá: 36,5 Mt; fuente: Anexo:Reservas de carbón de Wikipedia.

## Preocupaciones medio ambientales y de derechos humanos
En los diez años previos a 2011, la minería ha estado asociada a violaciones de derechos humanos y problemas medioambientales en Colombia. En junio de 2020, los abogados de la comunidad Wayú presentaron una solicitud a la Relatoría especial de las Naciones Unidas para que se detuviera de inmediato el proyecto por cuestiones ambientales y de derechos humanos. En septiembre de 2020, varios expertos independientes en derechos humanos de la ONU pidieron que se detuvieran las operaciones mineras, citando los graves daños al medio ambiente y los efectos negativos sobre la salud y otros derechos de los pueblos indígenas que viven en la zona.
Colombia es el mayor proveedor de carbón de Alemania; Por lo tanto, las organizaciones ambientales y de derechos humanos acusan a los importadores de carbón alemanes (incluidos RWE, E.ON und STEAG) de tolerar estándares ambientales y de derechos humanos inadecuados.

## Cerrejón (desambiguación)
La palabra Cerrejón, también puede referirse en La Guajira, a:
- El Cerro Cerrejón (de este cerro, el yacimiento de carbón recibió su nombre), que es un cerro pequeño (cerrejón) ubicado cerca de la mina de carbón del Cerrejón, al este del municipio de Barrancas, en el Departamento de La Guajira; la montaña es una elevación por encima de los alrededores, con un área de pequeña cumbre, de laderas empinadas.[13]

- El arroyo Cerrejón, que nace en la Serranía del Perijá, y se forma de la unión de varios arroyos y desemboca en el río Ranchería. Su caudal es mínimo durante las épocas de verano.

- La Titanoboa cerrejonensis, que es una especie extinta de serpientes de la familia de los boidos. Descubierto en la mina de carbón del Cerrejón, vivió durante el período del paleoceno entre 60 y 58 millones de años, evolucionando en los bosques húmedos, se considera la especie más grande de serpiente.[14]